# Lasiodiamesa armata
Lasiodiamesa armata är en tvåvingeart som beskrevs av Lars Zakarias Brundin 1966. Lasiodiamesa armata ingår i släktet Lasiodiamesa och familjen fjädermyggor.
Artens utbredningsområde är Sverige. Arten är reproducerande i Sverige. Inga underarter finns listade i Catalogue of Life.